# Chadschidimowo
Chadschidimowo (bulgarisch Хаджидимово) ist eine Kleinstadt im Zentrum der Gemeinde Chadschidimowo im Oblast Blagoewgrad, im Südwesten Bulgariens.

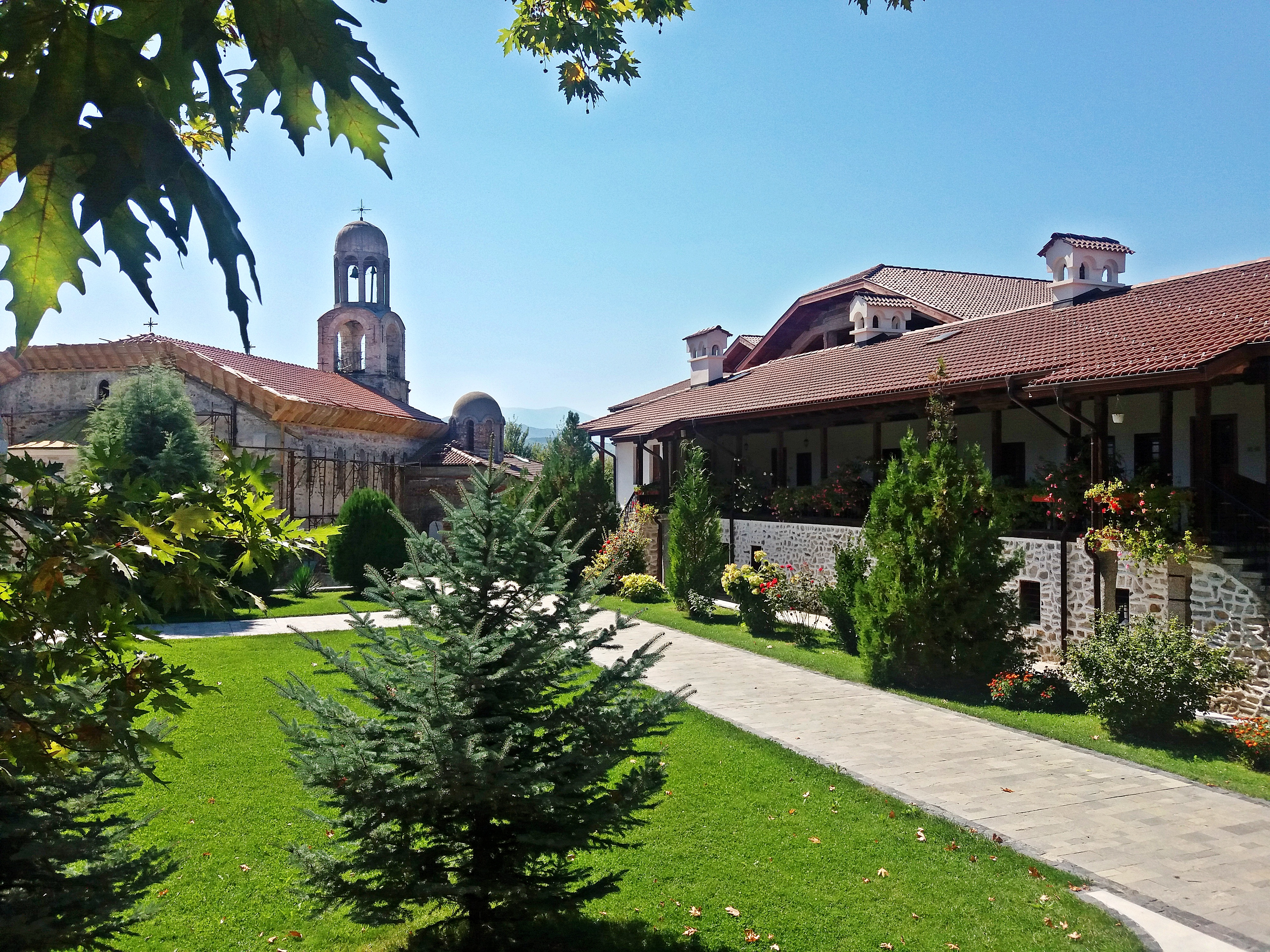

## Geografie
Die Stadt liegt im Tal des Nestos, umgeben von den Gebirgszügen Rila und Pirin, den Bergen Slawjanka, Shilka und Falakro, sowie den westlichen Rhodopen.
Obwohl die Stadt in einer mediterranen Klimaregion liegt, fallen die Temperaturen im Winter oft unter 0°, und die Sommer sind heiß mit Temperaturen von bis zu 45° Celsius.

## Geschichte
Die Stadt Chadschidimowo ist der Nachfolger der Dörfer Gorna Singartia und Dolna Singartia.  Während des gesamten 19. Jahrhunderts verzeichneten die Forscher in den beiden Dörfern eine überwiegend ethnisch bulgarische Bevölkerung mit einer türkischen Minderheit. Bei einer administrativen Reform 1934 wurde Dolna Singartia in Zhostovo, nach dem bulgarischen General Konstantin Zhostov, der im nahen Gajtaninowo geboren wurde, umbenannt während Gorna Singartia in Gornjani umbenannt wurde. 1951 wurde Zhostovo in Chadschidimowo, zu Eheren des linken Revolutionärs der Inneren Mazedonischen Revolutionären Organisation (IMRO) und sozialistischen Aktivisten Dimo Chadschidimow umbenannt. 1959 wurde Gornjani nach Chadschidimowo eingemeindet. Chadschidimowo wurde 1996 zur Stadt erklärt.

## Verkehr
Die Gemeinde liegt nahe der Nationalstraße II-19, welche von Simitli bis zur griechischen Grenze bei Ilinden führt.

## Söhne und Töchter der Stadt
- Said Ibraimow, Fußballspieler (* 1970)
- Marija Gabriel, Politikerin (* 1979)

## Belege
1. ↑  Македония и Одринско. Статистика на населението от 1873 г., Македонски научен институт, София, 1995, стр. 126-127.